# Хладни рат у Азији
Хладни рат у Азији био је главна димензија светског хладног рата који је обликовао дипломатију и ратовање од средине 1940-их до 1991. године. Главне укључене земље биле су Сједињене Државе, Совјетски Савез, Кина, Северна Кореја, Јужна Кореја, Северни Вијетнам, Јужни Вијетнам, Камбоџа, Авганистан, Иран, Ирак, Индија, Бангладеш, Пакистан, Индонезија и Тајван (Република Кина). Крајем 1950-их, поделе између Кине и Совјетског Савеза су се продубиле, што је кулминирало кинеско-совјетским расколом, а њих двоје су се тада борили за контролу комунистичких покрета широм света, посебно у Азији.

## Источна Азија

### Односи са Сједињеним Државама

#### Америчке слике Кине
Харолд Исак је објавио Огреботине на нашим умовима: америчке слике Кине и Индије 1955. године. Прегледом популарне и научне литературе о Азији која се појавила у Сједињеним Државама и интервјуисањем многих америчких стручњака, Ајзакс је идентификовао шест фаза америчког става према Кини. Били су то „поштовање“ (18. век), „презир“ (1840–1905), „добронамерност“ (1905–1937), „дивљење“ (1937–1944); „разочарење“ (1944–1949) и „непријатељство“ (после 1949). Године 1990. историчар Џонатан Спенс је ажурирао Исаков модел да укључи „поновно пробуђену радозналост“ (1970–1974); „безгрешну фасцинацију“ (1974–1979) и „поновљени скептицизам“ (1980-е).
Политиколог Питер Рудолф је 2020. године тврдио да Американци виде Кину као претњу успостављеном поретку у њеном тежњи за регионалном хегемонијом у Источној Азији сада, и будућег аспиранта за глобалну превласт. Пекинг одбацује ове идеје, али наставља своју асертивну политику и потрагу за савезницима.

#### Корејски рат 1950–1953
Корејски рат је почео крајем јуна 1950. године када је Северна Кореја, комунистичка земља, напала Јужну Кореју, која је била под заштитом САД. Труманова доктрина из 1947. имала је за циљ да обузда ширење комунизма и совјетског утицаја, и обавезала се да ће помоћи свакој земљи којој комунизам угрожава. Без консултација са Конгресом, председник Хари С. Труман наредио је генералу Дагласу Макартуру да употреби све америчке снаге да се одупре инвазији. Труман је тада добио одобрење од Уједињених нација, које су Совјети бојкотовали. Снаге УН успеле су да се држе упоришта у Кореји, пошто су Севернокорејци надмашили њихов систем снабдевања. Макартуров контранапад на Инчон уништио је инвазијску војску, а снаге УН су заузеле већи део Северне Кореје на путу ка реци Јалу, северној граници Кореје са Кином. Председник Труман је одлучио — и УН су се сложиле — да поново уједини целу Кореју. Снаге УН биле су спремне да одлучно поразе севернокорејске освајаче.
У октобру 1950. Кина је интервенисала у Северној Кореји због напредовања снага УН опасно близу реке Јалу. Они су одгурали снаге УН-а назад у Јужну Кореју, јер се Мао Цедунг осећао угроженим због непосредне близине рата граници на реци Јал. Иако технички далеко инфериорна, његова војска је имала много веће ресурсе људства и налазила се одмах преко северне границе Кореје на реци Јалу. Борбе су се стабилизовале близу првобитне 38. паралеле која је делила север и југ. Командујући генерал УН и САД Даглас Макартур желео је да настави са стратегијом повлачења уједињења Кореје, али се Труман променио и уместо тога прешао на политику обуздавања која би омогућила Северној Кореји да опстане. Труманово отпуштање Макартура у априлу 1951. изазвало је интензивну дебату о америчкој политици хладног рата на далеком истоку. Труман је преузео кривицу за застој са високим трошковима са 37.000 убијених Американаца и преко 100.000 рањених. Мировни преговори су заглибили око питања репатријације затвореника који нису хтели да се врате у комунизам. Председник Ајзенхауер је прекинуо ћорсокак упозорењем да би могао да употреби нуклеарно оружје, и постигнуто је примирје које је остало на снази од тада, са великим америчким снагама које су још увек стациониране у Јужној Кореји. Упркос потписивању мировног споразума 27. јула 1953., неки историчари верују у 'бескрајни' корејски рат пошто је земља још увек снажно милитаризована. На пример, САД још увек стационирају 29.500 војника у Кореји чак и данас упркос прекиду ватре из 1953.

### Раздвајање са СССР-ом
Пекинг је био задовољан што је успех Совјетског Савеза у свемирској трци – првобитни Спутњик – показао да је међународни комунистички покрет сустигао Американце у области високе технологије. Мао је претпоставио да Совјети сада имају војну предност и да би требало да појачају Хладни рат, али Хрушчов је знао да су Американци далеко испред у војном коришћењу свемира. Међутим, везе између две земље су се распале, што је убрзо учинило мртво слово на папиру алијансе из 1950. године, уништивши јединство социјалистичког логора и утицало на светску равнотежу снага. Подела је почела програмом дестаљинизације Никите Хрушчова који је разбеснео Маоа док се дивио Стаљину.  Москва и Пекинг су постали ривали и натерали комунистичке партије широм света да стану на страну.
На унутрашњем плану, кинеско-совјетски расцеп довео је Маоа да гурне Кину у културну револуцију, да избрише трагове руског начина размишљања. Мао је тврдио да, што се свеопштег нуклеарног рата тиче, људска раса неће бити уништена, већ ће уместо тога из пепела империјализма настати храбри нови комунистички свет. Овакав став је узнемирио Москву, која је имала реалнији поглед на потпуне катастрофе које ће пратити нуклеарни рат. Три главна питања су одједном постала критична у подели две нације: Тајван, Индија и Кинески Велики скок напред. Иако је Москва подржавала став Пекинга да Тајван у потпуности припада Кини, захтевала је да буде упозорен на сваку инвазију или озбиљну претњу која би донела америчку интервенцију. Пекинг је то одбио, а кинеско бомбардовање острва Кемој у августу 1958. ескалирало је тензије. Москва је култивисала Индију, и као главног купца руске муниције, и као стратешки критичног савезника. Међутим, Кина је ескалирала своје претње северним рубовима Индије, посебно са Тибета. Градила је војно значајан путни систем који би стигао до спорних подручја дуж границе. Руси су јасно фаворизовали Индију, а Пекинг је то видео као издају. Далеко главно идеолошко питање био је Велики скок, који је представљао кинеско одбацивање совјетског облика економског развоја. Москва је била дубоко огорчена, посебно зато што је потрошила велике количине на снабдевање Кине високом технологијом — укључујући и неке нуклеарне вештине. Москва је повукла своје животно потребне техничаре и економску и војну помоћ. Пекинг је кроз своју званичну пропагандну мрежу одговорио одбацивањем тврдњи Москве на Лењиново наслеђе и тврдио да је она прави наследник велике лењинистичке традиције. На једном великом састанку комунистичких партија, Хрушчов је лично напао Маоа као ултра левичара — левичарског ревизиониста — и упоредио га са Стаљином због опасног егоизма. Сукоб је сада измакао контроли и све више се водио у 81 комунистичкој партији широм света. До коначног подела дошло је у јулу 1963. године, након што је 50.000 избеглица побегло из Синђијанга у западној Кини на совјетску територију како би избегли прогон.

Пекинг је све више почео да разматра Совјетски Савез, који је сматрао социјалним империјализмом, највећом претњом са којом се суочава, више него чак и водећу капиталистичку силу, Сједињене Државе. Заузврат, направио је увертиру у Сједињеним Државама, као што су Пинг Понг Дипломатија и Панда Дипломатија.

### Криза 1965.
Упркос кинеским амбицијама, растуће противљење Сједињених Држава и Русије постало је страшније, посебно 1965. године када су Сједињене Државе покренуле масовну ескалацију своје посвећености одбрани Јужног Вијетнама. Штавише, Вашингтон је одлучио да је Кина његов највећи непријатељ, више него СССР. Као одговор на растућу кинеску активност, несврстане силе Индије и Југославије су се мало приближиле Совјетском Савезу. Кључни регионални лидери које је Кина подржавала свргнути су или потиснути 1965. године. Бен Бела је збачен у Алжиру, што је резултирало да су Совјети стекли утицај у северној Африци и на Блиском истоку. Кваме Нкрума, најистакнутији вођа подсахарске Африке, смењен је док је био на путовању у Кини почетком 1966. Нови владари су Гану пребацили на западну страну Хладног рата. Маоови напори да поврати престиж одржавањем конференције налик Бандунгу били су неуспешни. У октобру 1965. Кина је задесила најпогубнији ударац у целој ери хладног рата. Индонежанска војска раскинула је са председником Сукарном и систематски уништила ПКИ комунистичку партију Индонезије. Војска и локалне исламске групе убиле су стотине хиљада присталица ПКИ и протерале многе Кинезе из Индонезије. Сукарно је остао као водећи председник, али је власт припала генералу Сухарту, преданом непријатељу комунизма.

## Југоисточна Азија

### Бурма/Мјанмар
Бурма је на напет начин стекла независност од Британије 1948. Избјегавала је било какву обавезу у Хладном рату и била је активна у покрету несврстаних. Било је бројних неуспешних комунистичких устанака. Војска је преузела контролу 1962. године. Совјетски Савез никада није играо значајну улогу, а Бурма се држала на дистанци од Британије и Сједињених Држава.
Кина има дугу контроверзну границу, а односи су обично били лоши до касних 1980-их. Током 1950-их Бурма је лобирала за улазак Кине као сталне чланице у Савет безбедности УН, али је осудила инвазију Кине на Тибет 1950. године. Последњи гранични спор догодио се 1956. године, када су Кинези напали делове северне Бурме, али су одбијени. Током 1960-их студенти и други елементи велике кинеске заједнице у Бурми изразили су подршку маоизму; резултирали су антикинески немири.  Блиски односи почели су касних 1980-их када је Кина почела да снабдева војну хунту већину свог оружја у замену за већи приступ бурманском тржишту и могућности обавештајних служби. Кина је одбила да се придружи другим нацијама које су осудиле политику Мјанмара према мањинама, посебно нападе на Рохиња муслимане који су почели 1970-их.

### Вијетнам

#### Ајзенхауер и Вијетнам
По завршетку Другог светског рата, комунистички Вијет Мин је покренуо устанак против француске колоније државе Вијетнам. Настојећи да ојача НАТО савезника и спречи пад Вијетнама у комунизам, администрације Трумана и Ајзенхауера финансирале су војне операције у Вијетнаму од стране свог савезника из НАТО-а. 1954. године, француска војска је била заробљена у близини кинеске границе у бици код Дијен Бијен Фуа. Ајзенхауер је одбио америчку војну интервенцију и француска војска се предала. Нова француска левичарска влада састала се са комунистима на Женевској конференцији. Москва је приморала Вијет Мин да прихвати поделу: земља је подељена на комунистички Северни Вијетнам (под вођством Хо Ши Мина) и капиталистички Јужни Вијетнам, под вођством Нго Дин Дијема и његове католичке коалиције.
Дана 5. априла 1954, Ајзенхауер је аргументовао користећи домино теорију, која је била идеја да ако једна земља падне под комунистичку власт, друге ће је следити што доводи до домино ефекта. Ова теорија је постала главни део америчке стратегије. Рекао је да ће губитак Индокине довести до рушења домина, доводећи у опасност Тајланд, Малају, Индонезију, Јапан, Тајван и Филипине. Да би спречиле то да су Сједињене Државе и још седам земаља основале Организацију споразума југоисточне Азије (СЕАТО), коју чине Аустралија, Француска, Нови Зеланд, Пакистан, Филипини, Тајланд, Уједињено Краљевство и Сједињене Државе. Био је то одбрамбени савез за спречавање ширења комунизма у југоисточној Азији. Јужни Вијетнам, Лаос и Камбоџа нису били чланови; нико од чланова није се суочио са озбиљном комунистичком претњом. Историчар Дејвид Л. Андерсон каже:
Спремна ни за повлачење ни борбу, Ајзенхауерова администрација се окренула изградњи нације. Уз обилну америчку војну и економску помоћ, Дием је успео да уведе одређени степен реда на југ, реорганизује војску и покрене неке владине програме. Вашингтон је одлучио да означи Диема као „чудесног човека“.... [До 1960. Ајзенхауер] је веровао да Дием успешно управља својом нацијом и на тај начин води борбу против комунистичке експанзије уз малу релативну цену за Сједињене Државе.

#### Кенеди и Вијетнам
Сенатор Џон Ф. Кенеди се 1956. јавно залагао за веће учешће САД у Вијетнаму. Ајзенхауер га је 1960. саветовао да комунистичка претња у југоисточној Азији захтева приоритет, посебно у Лаосу. Међутим, Кенеди је ставио већи нагласак на Јужни Вијетнам, који је посетио као репортер 1951. У мају је послао Линдона Џонсона да каже Диему да ће му Вашингтон помоћи да изгради борбене снаге које би могле да се одупру комунистима. Пре него што би та војска могла да се бори, америчке борбене трупе би морале да се боре.
Како је Вијетконг постао активан, Кенеди је повећао број војних саветника и специјалних снага са мање од 1.000 1960. на 16.000 до краја 1963. године. Они су обучавали и саветовали јужновијетнамске снаге, али се нису борили против непријатеља. У марту 1965, председник Линдон Џонсон је послао прве борбене трупе у Вијетнам и у великој мери ескалирао учешће САД. Америчке снаге су достигле 184.000 1965. и достигле врхунац од 536.000 1968. године, не рачунајући америчко ваздухопловство које је било базирано ван Вијетнама.

Британци су имали сугестије на основу њиховог успеха у поразу комунистичке побуне у Малаји. Резултат је био Стратешки програм Хамлет који је започео 1962. године. То је укључивало неко присилно пресељење, интернирање села и сегрегацију руралних Јужновијетнамаца у нове заједнице у којима би сељаштво било изоловано од комунистичких побуњеника. Надало се да ће ове нове заједнице пружити сигурност сељацима и ојачати везу између њих и централне власти. Програм је завршен 1964.
Године 1963., САД су постале фрустриране када су Дием и његов брат Нго Динх Нху искористили ново обучене снаге да разбију будистичке демонстрације. Кенеди је послао министра одбране Роберта Мекнамару и генерала Максвела Д. Тејлора у мисију МекНамара Тејлор да открију шта се дешава. Дием је игнорисао протесте и збацила га је војска. САД нису наредиле државни удар, али су одобриле њихове акције након што се догодио, уз жаљење што је Дием убијен у том процесу. Пуч је решио проблем Диема и нова влада је испрва била добро примљена у Вашингтону. Историчари се не слажу око тога да ли би рат у Вијетнаму ескалирао да је Кенеди преживео покушај атентата у новембру и да је поново изабран 1964.
Нови председник Линдон Џонсон поништио је Кенедијеву одлуку да повуче 1.000 војника и потврдио политику помоћи влади Јужног Вијетнама.

#### Џонсон и Вијетнам
Између новембра 1963. и јула 1965. председник Линдон Б. Џонсон је, након опсежних консултација, ескалирао у велике америчке борбе на терену, плус велики ваздушни рат. Кенеди је дао приоритет у спољној политици Совјетском Савезу, Куби, Берлину и Латинској Америци. Вијетнам никада није био високо на његовом дневном реду, као ни Кина или било који део Азије. Упечатљив контраст, Вијетнамски рат је одузео сву пажњу Џонсонове администрације, чак је одвратио председника од његовог посебног интересовања за унутрашњу политику. Мрзео је рат јер је преусмеравао средства за његово вољено Велико друштво, и што је више пажње добијало, то би више новца одузимало домаћим циљевима. Џонсон се живо сећао како је Корејским ратом прекинуо политичку каријеру Харија Трумана и плашио се да ће Демократска партија бити тешко повређена ако напусте дугогодишњу посвећеност обуздавању комунистичке експанзије. Истовремено, администрација је умањила значај рата који је ескалирао, одвраћајући пажњу америчког народа. Како су високи званичници схватили да ствари постају све горе и горе, односи с јавношћу су чинили да Сједињене Државе имају пуну контролу над овом не баш важном епизодом. Параде ветерана повратника није било. Вашингтон није позивао на победу. Џонсон је поткопао војску одбијајући да позове резервне снаге или државну Националну гарду, јер би то привукло превише пажње на рат. Уместо тога, он се све више ослањао на регрутацију, која је због изузећа од образовања и занимања све више допирала до сиромашних белаца и црнаца, који су све више негодовали због рата који су морали да воде. Амерички народ је заиста обраћао мало пажње све док Вијетконг није покренуо своју масивну Тет офанзиву почетком 1968. Комунисти су у војном смислу тешко поражени, али су одједном сви Американци били шокирани свешћу да су дубоко ангажовани у великом рату. Антиратни покрет, све до краја марта, без напора у кампусима колеџа изненада је заузео централно место, посебно након што су студенти који протестују убијени у два универзитетска кампуса. водеће демократе, укључујући Хуберта Хамфрија и Роберта Кенедија, протестовали су против рата и оспорили Џонсона за реноминацију на изборима 1968. године. Џонсонова популарност је пала и он се повукао из трке.

#### Никсон, Форд и Вијетнам
Никсон је више од већине председника интегрисао своју спољну и унутрашњу политику са циљем изградње већинске бирачке коалиције.  У време дубоких љутитих подела, посебно на елитном нивоу око рата у Вијетнаму, као и расних односа и генерацијских неспоразума о полу и роду, његов главни циљ у спољној политици био је искориштавање дубоког подела између Москве и Пекинга, присиљавање обе стране да придобију америчку наклоност. Требале су му обе стране да напусте Северни Вијетнам, што су обе стране и учиниле. Ово је отворило пут за Никсонову нову стратегију вијетнамизације. Идеја је била да се створи и ојача војска Јужног Вијетнама која би могла да брани сопствену територију и донесе мир часно док се америчке снаге повлаче из Вијетнама.
Године 1968. Никсон је пажљиво избегавао заплетање у Вијетнаму (Хамфри је исмевао његово ћутање говорећи да Никсон држи „тајну“ своје планове.) САД су биле у Вијетнаму због своје посвећености застарелој политици глобалног обуздавања комунизма. Никсоново решење у Вијетнаму била је „вијетнамизација“ — да се рат пребаци на Сајгон, повлачећи све америчке копнене снаге до 1971. Игноришући критичаре који су говорили да одуговлачи рат, он је одредио свој распоред брзином којом је могао да добије прећутно одобрење од Москве, Пекинга и самог Сајгона. На крају је његова политика успела: Сајгон је преузео рат; тамо и другде обуздавање је замењено „Никсоновом доктрином“ да земље морају да се бране. У међувремену, антиратне снаге на домаћем фронту биле су самоуништавајуће, вртоглаво се окретале у насиље, дрогу и радикализам (типични за временске људе) који је изазвао снажну реакцију у Никсонову корист. Када је видео Маоа у Пекингу у фебруару 1972. године, герилски рат је био практично завршен, а Вијетконг је поражен. Ханој је, међутим, занемарио савет својих савезника и покренуо своје конвенционалне снаге у инвазији на југ за Ускрс 1972. године. Сајгон је узвратио и уз снажну америчку ваздушну подршку разбио комунисте. Мир је био на дохват руке, као што је Кисинџер рекао, али је најпре Сајгон морао да се увери у загарантовану будућу америчку подршку. Ово уверавање је стигло у ваздушној кампањи Операције Линебекер II у децембру 1972. године, када су по први пут у рату нападнути Ханој и његова лука. Ослобођен од удараца, Ханој је у јануару 1973. у Паризу потписао мировни споразум и ослободио све америчке затворенике. Никсон је, пошто је постигао оно што је прогласио „миром части“, одмах повукао све америчке ваздушне и поморске борбене снаге и окончао нацрт; наставио је са тешким пошиљкама модерног новог оружја у Јужни Вијетнам упркос све већим захтевима Конгреса да се обустави свака помоћ.

И Москва и Пекинг су нагло смањили своју војну, економску и дипломатску подршку Северном Вијетнаму. Ханој, који је брзо губио спољну подршку и суочавајући се са појачаним америчким кампањама бомбардовања, коначно се помирио. Никсон је могао да објави да је постигао мир. Кина је годинама патила од Маове несталне спољне политике која ју је оставила без јаких присталица. Сада је било нестрпљиво да се постигне договор са Никсоном. Користећи Пакистан као посредника Хенри Кисинџер је тајно одлетео у Кину да преговара о условима. У једној од најдраматичнијих дипломатских епизода у двадесетом веку, сам Никсон је одлетео у Кину да закључи договор са Мао Цедунгом. Москва, као и сви остали, зачуђена преокретом, пристала је на Никсонове услове у вези са опсежним претходним смањењем ризика од нуклеарног рата.
Као резултат разрађеног маневрисања Никсона и његовог главног саветника Хенрија Кисинџера, ситуација у Вијетнаму 1973. довела је до повлачења свих америчких снага, јачања војске Јужног Вијетнама и слабљења Северног Вијетнама губитком њихових два критична подржаваоца Кина и Совјетски Савез. Никсон је обећао Сајгону велику подршку у смислу новца и муниције. Међутим, Никсонов престиж код куће је урушен током скандала Вотергејт 1974, а Конгрес је прекинуо подршку Јужном Вијетнаму. Републиканац Џералд Форд, именовани потпредседник, заменио је Никсона у августу 1974. године, али је био у веома слабој позицији у спољнополитичком смислу, а републиканска конзервативна опозиција предвођена калифорнијским Роналдом Реганом осудила је следећу Никсоновску политику детанта са Пекингом и Москвом. Сајгон се осећао напуштеним и изгубио самопоуздање. Брзо га је захватила инвазија из Северног Вијетнама у пролеће 1975. Вијетнам, као победник, водио је кратак рат са Кином 1979. године.

### Камбоџа: Република Кмери (1970–1975) и Црвени Кмери (1975–1978)
Током Вијетнамског рата, вијетнамски и камбоџански комунисти су формирали савез за борбу против влада које подржавају САД у својим земљама. Упркос сарадњи са Вијетнамцима, руководство Црвених Кмера страховало је да вијетнамски комунисти планирају да формирају Индокинеску федерацију, у којој ће доминирати Вијетнам. У мају 1975, новоформирана Демократска Кампучија почела је да напада Вијетнам, почевши од напада на вијетнамско острво Пху Куоц. До краја 1978. вијетнамски лидери одлучили су да уклоне владу Демократске Кампучије којом су доминирали Црвени Кмери, доживљавајући је као прокинеску и непријатељску према Вијетнаму.

### Малаја

#### Малајски хитан случај (1948–1960)
Малајска ванредна ситуација ( 1948—1960 ) била је герилски рат који се водио у Федерацији Малаје (сада Малезија) између комунистичких бораца за независност Малајске националне ослободилачке армије (МНЛА), наоружаног крила Комунистичке партије Малаје (МЦП) и оружане снаге Велике Британије и Британског Комонвелта. Комунисти су тражили независност и социјалистичку економију. Британци су се борили да поразе експанзију комунизма и заштите британске економске и геополитичке интересе. Борбе су обухватале и колонијални период и стварање независне Малаје 1957. године. Према Мајклу Саливану, британски командант генерал Џералд Темплер (1898–1979) је тврдио да традиционална борба неће победити. Преусмерио је британске напоре са добијања битака на добијање подршке народа пружајући олакшање, друштвене промене и економску стабилност. Војно се концентрисао на антигерилске операције малих јединица. Британци су коначно победили тако што су герилцима прекинули снабдевање и путеве за повлачење.

#### Комунистичка побуна (1968–1989)
Комунистичка побуна је била герилски рат вођен између Малајске комунистичке партије (МЦП) и малезијских савезних снага безбедности. Након завршетка малајске ванредне ситуације 1960. године, претежно етничка кинеска Малајска национална ослободилачка армија, наоружано крило МЦП-а, повукла се на малезијско-тајландску границу где се прегруписала и обучила за будуће офанзиве против малезијске владе. Велике борбе су избиле јуна 1968. Сукоб се такође поклопио са обнављањем домаћих тензија између етничких Малајаца и Кинеза на полуострву Малезија и регионалним војним тензијама због Вијетнамског рата.
Иако је Малајска комунистичка партија добила ограничену подршку Кине, ова подршка је престала када су две владе успоставиле дипломатске односе јуна 1974. Године 1970. МЦП је доживео раскол који је довео до појаве две отцепљене фракције: Комунистичке партије Мале – марксистичко-лењинистичке (ЦПМ–МЛ) и Револуционарне фракције (ЦПМ–РФ). Упркос напорима МЦП-а да привуче много већу популацију етничких Малајаца, организацијом су током рата доминирали кинески Малезијци.
Побуна је окончана 2. децембра 1989. када је МЦП потписала мировни споразум са владом. То се поклопило са револуцијама 1989. и сломом неколико истакнутих комунистичких режима широм света. Поред борби на Малајском полуострву, угушена је још једна дугогодишња комунистичка побуна у малезијској држави Саравак на острву Борнео.

### Индонезија
Мао је склопио савез са Сукарновом владом у Индонезији почетком 1960-их. Његова стратегија је била да придобије земље Трећег света суочене са конкуренцијом са Совјетским Савезом . У југоисточној Азији, Мао је имао предност јаких етничких веза са кинеским елементом на Јави од 2 милиона чланова. Био је вођен идеолошком приврженошћу маоистичкој верзији покушаја да се унапреди комунистички покрет. У међувремену, Совјетски Савез је држао корак са кинеским ривалом тако што је обезбедио велике залихе ратних авиона, малих ратних бродова и напредне војне опреме.
Сукарну је омогућено да угрози новонасталу државу Малезију у ономе што је познато као "Konfrontasi" Заклео се да ће уништити Малезију јер је укључивала територију на коју је такође полагала право Индонезија. Покренуо је више операција малих размера, као што су заустављање трговине са Сингапуром, слање герилаца на малезијску територију на Борнеу (Сабах и Саравак), и слање лаких командоских рација преко Малачког мореуза. Англо-малајски одбрамбени споразум из 1957. обавезао је Британију, Аустралију и Нови Зеланд на одбрану Малаје. Као одговор на Сукарна, Британија је, заједно са Аустралијом и Новим Зеландом, послала поморске и ваздушне снаге, као и пешадију.

Под вођством ДН Аидита, Комунистичка партија Индонезије (ПКИ) постала је трећа по величини у свету после оних у Кини и Совјетском Савезу. Била је то највећа партија у Индонезији и гурала је Сукарна све даље улево, упркос растућем противљењу муслиманских конзервативаца и војске. Дана 30. септембра. 1965, у покушају војног удара убијено је шест високих антикомунистичких генерала. Међутим, у брзом одговору генерал Сухарто је предводио велики антикомунистички удар који је збацио Сукарна и масакрирао стотине хиљада присталица ПКИ, укључујући Аидит и највише руководство, док је још 200.000 Кинеза побегло из Индонезије. Вашингтон није директно учествовао.
Нова индонежанска влада склопила је мир са Малезијом, иако је наставила са антиимперијалистичком реториком против Британаца. Упркос војним успесима, Британија се нашла преоптерећена; штавише, обавезавши се да ће бранити Малезију уместо Јужног Вијетнама, отуђила је Вашингтон. 

### Тајланд
После Другог светског рата, Тајланд је био једна од ретких земаља у југоисточној Азији без антиколонијалног покрета и са елитом која је инстинктивно била антикомунистичка. Као такви, амерички званичници су одлучили да изграде Тајланд као бастион против комунизма. 1950. Тајланд је послао трупе у Корејски рат и почео да прима америчку помоћ. Године 1954. Тајланд се придружио Организацији споразума југоисточне Азије (СЕАТО) како би постао активни савезник Сједињених Држава у Хладном рату. Године 1962. дошао је споразум Раск-Тханат у којем су САД обећале да ће бранити Тајланд и финансирати његову војску. Тајланд је постао главна полазна тачка за 80 одсто америчких кампања бомбардовања током Вијетнамског рата. У периоду 1966–1968, 25.000 Американаца стационираних на Тајланду лансирало је у просеку 1500 налета недељно. Поред тога, 11.000 тајландских војника служило је у Јужном Вијетнаму, а 22.000 се борило у Лаосу.

## Јужна Азија

### Индија
Све до раних 1970-их Индија је била неутрална у Хладном рату и била је кључни лидер у светском Покрету несврстаних . Међутим, 1971. започела је лабав савез са Совјетским Савезом, пошто је Пакистан био савезник Сједињених Држава и Кине. Индија је постала држава са нуклеарним оружјем, са својим првим нуклеарним тестом 1974. године. Индија је имала територијалне спорове са Кином који су 1962. прерасли у кинеско-индијски рат . Имала је велике спорове и са Пакистаном који су резултирали ратовима 1947, 1965, 1971. и 1999.
Од касних 1920-их, Џавахарлал Нехру, који је имао дугогодишње интересовање за светска питања међу лидерима независности, формулисао је став Конгресне партије о међународним питањима. Као премијер и министар спољних послова 1947–1964, Нехру је контролисао приступ Индије свету. Међународни утицај Индије варирао је током година. Стекао је престиж и морални ауторитет 1950-их због моралистичког вођства покрета несврстаних. Међутим, хладноратовска политика постала је испреплетена са међудржавним односима. Била је сувише близу Москви да би била несврстана.

#### Заузимање португалске колоније Гоа
Индија је годинама тражила да Португал преда своју стару колонију Гоа на западној обали. Португал је покушао, али није успео да добије озбиљну дипломатску подршку од НАТО-а и САД. Да би заштитио своју пацифистичку репутацију Нехру је напао лошу евиденцију Португалије о лошем управљању колонијама и њен статус последње империјалне силе. Стога је окупио несврстане нације у Бандунгу 1955. да осуде колонијализам.
Коначно, децембра 1961. Нехру је послао 45.000 војника против 3.500 бранилаца и анектирао Гоу са мало жртава. Након догађаја, УН су расправљале о овом питању почетком 1962. Амерички делегат Адлаи Стивенсон оштро је критиковао употребу силе Индије, истичући да је такво прибегавање насилним средствима противно повељи УН. Он је навео да би одобравање оваквих аката оружаних снага подстакло друге нације да прибегну сличним решењима својих спорова и да би довело до смрти Уједињених нација. Као одговор, совјетски делегат, Валеријан Зорин, тврдио је да је питање Гоана у потпуности у домаћој надлежности Индије и да га Савет безбедности не може разматрати. Он је такође скренуо пажњу на то да Португалија не поштује резолуције УН које позивају на давање независности колонијалним земљама и народима. На крају је совјетски вето спречио било какву акцију УН, али само неколико земаља осим совјетског блока и арапских држава подржало је Индију.

#### Индија и СССР
Стаљин је желео да индијски покрет за независност стави нагласак на класни сукоб, али је уместо тога наглашавао буржоаски национализам заједно са социјализмом у британском стилу. Након Стаљинове смрти 1953. године, нови лидери у Москви одлучили су да раде са буржоазским националистима попут Нехруа како би минимизирали амерички утицај.  Индија и Совјетски Савез (СССР) изградили су јаке стратешке, војне, економске и дипломатске односе. После 1960. и једни и други су били непријатељски расположени према Кини и њеном савезнику Пакистану. Био је то најуспешнији од совјетских покушаја да негују ближе односе са земљама Трећег света.  Нехру је имао потпуну контролу над спољном политиком; отишао је у Совјетски Савез у јуну 1955, а совјетски лидер Никита Хрушчов је у узвратну посету у јесен 1955. Хрушчов је објавио да је Совјетски Савез подржао индијски суверенитет над Кашмиром у односу на претензије Пакистана, као и португалске претензије на Гоу.
Хрушчовљева блискост са Индијом била је још један састојак притужби Пекинга на Москву. Совјетски Савез је прогласио своју неутралност током граничног спора 1959. и кинеско-индијског рата у октобру 1962. године. До 1960. Индија је добила више совјетске војне помоћи него Кина, на Маов гнев. Москва је 1962. пристала да пренесе технологију за ко-производњу млазног ловца Микојан-Гуревич МиГ-21 у Индији, који је раније био одбијен Кини.

У периоду 1965–1966, совјетски премијер Алексеј Косигин је успешно служио као посредник у миру између Индије и Пакистана у окончању индијско-пакистанског граничног рата 1965. године.
Године 1971. Источни Пакистан - подржан од Индије - побунио се против Западног Пакистана. Индија је обезбедила подршку Совјетског Савеза, укључујући заштиту од кинеске интервенције, у августу 1971. Индо-совјетским уговором о пријатељству и сарадњи пре него што је отворено ушла у сукоб у децембру 1971. У индо-пакистанском рату који је уследио 1971. Индија је победила Пакистан, а источни Пакистан је постао независан као Бангладеш .

Односи између Совјетског Савеза и Индије нису много страдали током коалиционе владе десничарске Јаната партије 1977–1979, иако је Индија учинила корак ка успостављању бољих економских и војних односа са западним земљама. Да би се супротставио овим напорима Индије да диверзификује своје односе, Совјетски Савез је понудио додатно оружје и економску помоћ. Госпођа Ганди се вратила на власт почетком 1980. године и поново успоставила блиске односе. Била је упадљива у Трећем свету јер није критиковала совјетску инвазију која је у току у Авганистану.
Када је Индира Ганди убијена 1984. године, њен син Раџив Ганди ју је заменио и наставио блиску везу са Москвом. Указујући на висок приоритет односа са Совјетским Савезом у индијској спољној политици, нови индијски премијер, Раџив Ганди, посетио је Совјетски Савез у својој првој државној посети иностранству у мају 1985. године и потписао два дугорочна економска споразума са Совјетским Савезом. Избегао је јавну критику совјетске инвазије на Авганистан. Када је Михаил Горбачов постао лидер у Москви, његова прва посета некој држави Трећег света била је Њу Делхију крајем 1986. Горбачов је безуспешно позивао Раџива Гандија да помогне Совјетском Савезу да успостави азијски систем колективне безбедности. Горбачовљево заговарање овог предлога, који је такође изнео Леонид Брежњев, био је показатељ континуираног совјетског интереса да користи блиске односе са Индијом као средство за обуздавање Кине. Са побољшањем кинеско-совјетских односа касних 1980-их, обуздавање Кине имало је мањи приоритет, али су блиски односи са Индијом остали важни као пример Горбачовљеве нове политике Трећег света.

### Пакистан
Од стицања независности 1947. године, спољна политика Пакистана је обухватала тешке односе са суседним Совјетским Савезом (СССР) који је одржавао блиску војну и идеолошку интеракцију са суседним земљама као што су Авганистан и Индија. Током већег дела 1947–1991, подршку СССР-а добијала је Индија, због које је водила три рата у сукобу у Кашмиру.
Пакистан се први пут придружио Западном блоку током 1950-их неколико година након стицања независности 1947. Пакистан је учествовао у Корејском рату и Суецкој кризи на страни Западног блока . Пакистан се придружио СЕАТО-у и ЦЕНТО- у 1954. и 1955. године. Током 1960-их Пакистан је био блиско повезан са Сједињеним Државама; примајући економску и војну помоћ. Пакистан је био важан за САД због своје стратешке локације у близини Совјетског Савеза и границе са Кином.

Почетком 1970-их, Пакистан је био укључен у рат са Индијом током којег су Совјети подржавали ову потоњу. Уз ограничену и мању помоћ и војну и дипломатску помоћ током рата, односи Пакистана са САД били су ометани током наредне деценије. Рат са Индијом који је у току резултирао је сукцесијом Источног Пакистана, а Пакистан је изгубио привилегију да буде члан СЕАТО-а . Уз растући совјетски утицај у региону, Пакистан је учврстио блиске безбедносне односе са Кином током већег дела Хладног рата. Док је Пакистан имао „он-офф односе“ са Сједињеним Државама, Пакистан је помогао у чувеној посети председника Никсона Кини 1972. године.
Односи са Сједињеним Државама су пролазили кроз различите нивое пријатељства, али Пакистан се стално налазио на страни Сједињених Држава у питањима са којима се суочавао током Хладног рата. Пакистан је служио као геостратешка позиција за војне базе Сједињених Држава током Хладног рата пошто се граничио са Совјетским Савезом и Кином.

### Шри Ланка
Цејлон је у почетку био тесно везан за Велику Британију, која је 1947. године на пријатељски начин доделила независност. Краљевска морнарица је одржавала велику поморску базу; трговина са Британијом је доминирала економијом. Под премијером СВРД Бандаранаикеом (1956–1959) Цејлон се удаљио од Запада и затворио британску базу.  Постало је истакнуто у покрету несврстаних под премијером Сиримавом Бандаранаикеом . (1960–1965). Успон сингалског будистичког национализма довео је до промене имена у Шри Ланка, губитка утицаја британско оријентисане елите и репресије над тамилском мањином. Избио је грађански рат, који је трајао до 2009.  Индија је понудила да посредује и послала 45.000 војника да неутралишу Тигрове ослобођења Тамил Еелама (ЛТТЕ), тамилску војску.  После 1970. Кина је пружала економску и војну помоћ и куповала гуму. Циљ Кине је био да ограничи раст индијске и совјетске моћи у јужној Азији. 

## Блиски исток
Лоренс Фридман, Избор непријатеља: Америка се суочава са Блиским истоком (2010) пружа детаљан извештај о сложеним односима Вашингтона са критичним регионом Јевреја и Арапа, сунита и шиита и огромним залихама нафте.

### Авганистан

#### СССР
Рат у Авганистану (1978–92) је био грађански рат у Авганистану који је сукобио Совјетски Савез и његове авганистанске савезнике против коалиције антикомунистичких група званих муџахедини, коју су споља подржавале Сједињене Државе, Пакистан и Саудијска Арабија. Рат је окончао детант период Хладног рата. Врхунац је био пораз за Совјете, који су се повукли 1989. и за њихове клијенте који су свргнути 1992.
Свет је био запањен 1979. када су Совјети послали своју војску у Авганистан, који је увек био неутралан и неумешан. Генерална скупштина УН гласала је са 104 за 18 за и 18 уздржаних за „снажно жаљење” због „недавне оружане интервенције” и захтевала „потпуно повлачење страних трупа”.  Стари режим је заменила Марксистичка народна демократска партија Авганистана (ПДПА). Криза у Авганистану почела је у априлу 1978. државним ударом авганистанских комуниста под називом Саур револуција .  Покушали су да наметну научни социјализам земљи која није хтела да се модернизује – која је ишла у супротном смеру под мамцем муслиманског фундаментализма, какав је био на челу шаха у суседном Ирану. Не послушајући наређења из Москве, вође пуча су систематски извршили вођство великог клана Парчам, гарантујући тако грађански рат међу многим завађеним етничким групама у земљи, посебно међу супарничким. Поред тога, и сами комунисти у Авганистану били су огорчено подељени између фракција Халк и Парчам . Москва се суочила са недостатком. Авганистан је био неутралисан шездесет година и никада није био део хладноратовског система. Сада се чинило да ће радикални фундаменталистички муслимани, подржани од Пакистана и Ирана, а вероватно и од Кине и Сједињених Држава, да преузму власт. Комунистички режим у Кабулу није имао подршку народа; његова војска од 100.000 људи се распала и била је безвредна. Само је совјетска војска могла да угуши растућу побуну Парцхама, фундаменталистичких „муџахедина“, и савезничких племена која су се супротстављала антирелигијским, феминистичким модернизаторима.
Кремљ никада није схватио опасности које су биле укључене и није имао ни основно разумевање снага са којима се суочавао. Према лењинистичким принципима, Авганистан уопште није био спреман за револуцију. Штавише, интервенција би уништила детант са Сједињеним Државама и Западном Европом. Фракције унутар владе Авганистанске народне демократске партије (комунистичке) које су биле непријатељски настројене према совјетским интересима добиле су превласт и подигле авет комунистичке државе независног мишљења која се налази на јужној граници која би могла изазвати будуће проблеме унутар муслиманских делова СССР-а. У овом тренутку Москва је одлучила да не шаље трупе, већ је уместо тога појачала испоруке војне опреме као што су артиљерија, оклопни транспортери и 48.000 митраљеза; послали су и 100.000 тона пшенице.
Први човек Москве у Кабулу био је премијер Нур Мухамед Тараки (1913–1979), кога је убио и заменио његов заменик Хафизулах Амин (1929–1979) из фракције Калк у септембру 1979. Иако је Амин себе називао лојалним комунистом и молио је за још совјетске војне интервенције, Москва је мислила да Амин планира да их пређе и пређе на Кину и САД. Стога су га први прекршили. Москва је навела Амина да званично позове Совјетску армију да уђе у Авганистан; то је учинила у децембру 1979. и одмах је погубила Амина и поставила совјетску марионету Бабрака Кармала (1929–1996), вођу умереније Парчамске фракције ПДПА. Чини се да је притисак за интервенцију дошао првенствено од КГБ-а (тајне полиције), чији су покушаји да убију Амина пропали, и од Црвене армије, која је можда била забринута због опасности од побуне својих бројних муслиманских војника.

#### Реакција света
У јулу 1979, пре совјетске инвазије, председник Џими Картер је по први пут овластио ЦИА да почне да помаже побуњеницима муџахедина новцем и невојним залихама послатим преко Пакистана. Чим су Совјети извршили инвазију у децембру 1979., Картер је, згрожен распадом детанта и узнемирен због брзих совјетских добитака, прекинуо напредак у погледу ограничења наоружања, увео ембарго на жито Русији, повукао се са Олимпијских игара у Москви 1980. и (са скоро једногласна подршка у Конгресу) послао је ЦИА-у да наоружа, обучи и финансира побуњенике муџахедина. САД су имале снажну подршку Британије, Пакистана и Саудијске Арабије, од којих су се сви плашили да је совјетска инвазија први корак у великом померању на југ ка нафтом богатом Персијском заливу. Картер је своју позицију проширио на „Катерову доктрину“, којом су САД најавиле своју намеру да бране Залив. Историчари сада верују да је анализа била погрешна и да Совјети нису планирали велики потез, већ су били забринути због губитка престижа и могућности непријатељског муслиманског режима који би могао дестабилизовати његове претежно муслиманске јужне републике.  Бојкот Олимпијаде је понизио Совјете, који су се надали да ће игре потврдити њихову тврдњу о моралној једнакости у свету нација; уместо тога опет су били парије.

##### Амерички притисак
Када је СССР извршио инвазију 1979. године, амерички председник Џими Картер прекинуо је детант, покренуо дипломатску офанзиву и почео да шаље оружје опозиционим снагама. Када је Реган заменио Картера 1981. године, започео је стратегију повлачења подршке побунама у Никарагви, Камбоџи, Анголи и, пре свега, у Авганистану. Циљ је, посебно после 1984. године, био да се Москва искрвари — да се за њих створи Вијетнам који ће им исисати војску. У Москви је заменик министра одбране објаснио Политбироу 1986:
Ми контролишемо Кабул и покрајинске центре, али на окупираној територији не можемо успоставити власт.... Изгубили смо битку за авганистански народ.
Када је Михаил Горбачов дошао на власт у Москви 1985. године, одмах је схватио да је тежак одлив изазван покушајима да задржи своју империју на окупу, посебно пошто је Вашингтон ескалирао војну потрошњу, претио да ће изградити Ратове звезда, а совјетска економија је тешко посустајала јер су приходи пали од извоз нафте. Било му је потребно неколико година да добије довољну подршку Политбироа, а све време су лоши резултати и продужено присуство совјетске војске у Авганистану стварали домаће финансијске и политичке проблеме. Године 1986. заменио је Кармала Мохамедом Наџибулахом (1947–1996), шефом тајне полиције (КХАД) и вођом фракције Парчам. Ситуација се погоршала. Горбачов је схватио да је Авганистан изгубљен. Морао је да се фокусира на унутрашњу совјетску кризу. Прекинуо је офанзивне операције 1987. и повукао последње своје снаге у фебруару 1989.

#### Сједињене Државе
Историчари су започели детаљно извештавање о америчким интересима за Авганистан, од покушаја да фрустрирају Совјете 1980-их до покушаја и неуспеха да поразе талибане, 2001–2021.
Ајзенхауер је одбио захтев Авганистана за сарадњу у области одбране, али је проширио програм економске помоћи фокусиран на развој физичке инфраструктуре Авганистана – путева, брана и електрана. Касније је америчка помоћ прешла са инфраструктурних пројеката на програме техничке помоћи како би се помогло у развоју вештина потребних за изградњу модерне економије. Контакти између Сједињених Држава и Авганистана су се повећали током 1950-их да би се супротставили привлачности комунизма. Након што је Ајзенхауер у децембру 1959. био у државној посети Авганистану, Вашингтон је постао уверен да је Авганистан сигуран од тога да икада постане совјетска сателитска држава . Од 1950-их до 1979, америчка страна помоћ обезбедила је Авганистану више од 500 долара милиона у зајмовима, грантовима и вишковима пољопривредних производа за развој транспортних објеката, повећање пољопривредне производње, проширење образовног система, стимулисање индустрије и побољшање државне администрације.  Москва је 1960-их осећала да Вашингтон претвара Авганистан у сателитску државу. Године 1965. у Авганистану је основана Комунистичка партија повезана са Москвом, Народна демократска партија Авганистана (ПДПА). До 1970-их, бројни амерички учитељи, инжењери, доктори, научници, дипломате и истраживачи су прошли кроз неравни крајолик Авганистана у којем су живели и радили. Мировни корпус је био активан у Авганистану између 1962. и 1979. године. Многи други амерички програми су вођени у земљи, као што су ЦАРЕ, Амерички извиђачи у иностранству ( Асоцијација извиђача Авганистана ), УСАИД и други.

#### Левичарска влада, совјетска инвазија и грађански рат
После Саур револуције у априлу 1978, односи између две нације постали су мрљави. Док је режим Демократске Републике остао званично несврстан и отворио дипломатске односе са САД до јуна 1978. године, како је време одмицало, све већа веза Авганистана у совјетској орбити изазивала је забринутост. Државни секретар Сајрус Венс рекао је тада: „Морамо да узмемо у обзир мешавину национализма и комунизма у новом руководству и да покушамо да избегнемо да режим уведемо у ближи загрљај са Совјетским Савезом него што би он то желео.  Нови амерички амбасадор Адолф „Спајк“ Дабс рекао је гостујућем званичнику у августу 1978. да позитивнији амерички приступ може смањити совјетски утицај, додајући да иако ће Авганистан и даље имати просовјетски нагиб, „то не би био совјетски сателит, војни или неки други." Дубс је такође сматрао да Хафизулах Амин „не може ићи тако далеко као Тито или чак Чаушеску “. 
У фебруару 1979, амбасадор Дубс је убијен у Кабулу након што су авганистанске снаге безбедности упали на његове киднапере, што је довело до погоршања односа. САД су тада смањиле билатералну помоћ и прекинуле мали програм војне обуке. У исто време, погоршање унутрашње ситуације у Авганистану навело је САД да упозоре Совјетски Савез да не интервенише. Након Аминовог успона на месту генералног секретара, он је јавно изразио жељу за пријатељским односима са САД Како се побуна ширила и безбедносна ситуација погоршавала, америчке власти су 23. јула 1979. одлучиле да евакуишу породице америчких држављана у Авганистан.

Совјетска инвазија на Авганистан постала је главна брига за Сједињене Државе, а председник Џими Картер ју је назвао „јасном претњом миру“. Након инвазије, Сједињене Државе су подржале дипломатске напоре за постизање совјетског повлачења. Поред тога, великодушни амерички доприноси програму за избеглице у Пакистану одиграли су велику улогу у настојањима да се помогне авганистанским избеглицама . Амерички напори су такође укључивали помоћ становништву које живи у Авганистану. Овај програм прекограничне хуманитарне помоћи имао је за циљ повећање самодовољности Авганистана и помоћ у одупирању совјетским покушајима да протерају цивиле из села у којима доминирају побуњеници. Током периода совјетске окупације Авганистана, САД су обезбедиле око 3 милијарди америчких долара војне и економске помоћи групама муџахедина стационираним на пакистанској страни Дурандове линије. Америчка амбасада у Кабулу затворена је у јануару 1989. године из безбедносних разлога.
Сједињене Државе су поздравиле нову исламску администрацију која је дошла на власт у априлу 1992. након пада бивше владе коју је подржавао Совјетски Савез. Након овога, групе муџахедина које су победиле су започеле грађански рат међу собом, али је пажња Сједињених Држава у то време била удаљена од Авганистана.

#### Талибани долазе на власт
Талибани су 1996. победили у грађанском рату у Авганистану (1992–1996) . Као и у скоро свакој другој земљи на свету, Вашингтон је одбио да призна нови „ Исламски емират Авганистан “, званични назив радикалне исламистичке владе коју су успоставили талибани. Наставила је да подржава Северну алијансу као легитимну владу. Вашингтон јесте имао неформалне контакте са талибанима, али су се односи погоршали након фатаве Осаме бин Ладена о објави рата Сједињеним Државама и бомбашког напада на амбасаду Сједињених Држава 1998. године . Након операције Бескрајни домет, Мула Мохамед Омар је телефоном позвао амерички Стејт департмент захтевајући да председник Бил Клинтон поднесе оставку. Сједињене Државе су одбиле да пруже помоћ или признање талибанској влади осим ако не протера Бин Ладена, што су одбиле да учине према паштунвалском кодексу захтевајући да се гостима понуди уточиште.  После 20-годишњег рата који су водили партнери САД и НАТО-а, талибани су изненада преузели контролу над земљом у лето 2021, пошто су авганистанска војска, полиција и национална влада изненада побегли. Преко 120.000 авганистанских присталица многих различитих антиталибанских програма евакуисано је усред хаоса, а хиљаде је остављено неизвесној судбини.